# پرچم جمهوری شوروی سوسیالیستی قزاقستان
پرچم جمهوری سوسیالیستی قزاقستان شوروی در ۲۴ ژانویه ۱۹۵۳ پذیرفته شد.